# Rhipidura
Rhipidura är ett stort fågelsläkte som dominerar familjen solfjäderstjärtar inom ordningen tättingar. Arterna i släktet förekommer från södra Asien till Nya Zeeland och Fiji. Följande lista baseras på AviList:
- Svart solfjäderstjärt (Rhipidura atra)
- Svarthuvad solfjäderstjärt (Rhipidura nigrocinnamomea)
- Blå solfjäderstjärt (Rhipidura superciliaris)
- Samarsolfjäderstjärt (Rhipidura samarensis)
- Tablassolfjäderstjärt (Rhipidura sauli)
- Visayasolfjäderstjärt (Rhipidura albiventris)
- Blåhuvad solfjäderstjärt (Rhipidura cyaniceps)
- Pärlsolfjäderstjärt (Rhipidura perlata)
- Kanelstjärtad solfjäderstjärt (Rhipidura fuscorufa)
- Vitvingad solfjäderstjärt (Rhipidura cockerelli)
- Vithakad solfjäderstjärt (Rhipidura coultasi)
- Gråbröstad solfjäderstjärt (Rhipidura rufiventris)
- Brunkronad solfjäderstjärt (Rhipidura diluta)
- Sotsolfjäderstjärt (Rhipidura threnothorax)
- Busksolfjäderstjärt (Rhipidura maculipectus)
- Vitbukig solfjäderstjärt (Rhipidura leucothorax)
- Ärlesolfjäderstjärt (Rhipidura leucophrys)
- Svartvit solfjäderstjärt (Rhipidura javanica)
- Filippinsolfjäderstjärt (Rhipidura nigritorquis)
- Vitstrupig solfjädersstjärt (Rhipidura albicollis)
- Vitprickig solfjäderstjärt (Rhipidura albogularis)
- Roststjärtad solfjäderstjärt (Rhipidura phoenicura)
- Javasolfjäderstjärt (Rhipidura euryura)
- Vitbrynad solfjäderstjärt (Rhipidura aureola)
- Rostryggig solfjäderstjärt (Rhipidura rufidorsa)
- Dimorfisk solfjäderstjärt (Rhipidura brachyrhyncha)
- Bismarcksolfjäderstjärt (Rhipidura dahli)
- Mussausolfjäderstjärt (Rhipidura matthiae)
- Malaitasolfjäderstjärt (Rhipidura malaitae)
- Sulawesisolfjäderstjärt (Rhipidura teysmanni)
- Pelengsolfjäderstjärt (Rhipidura habibiei)
- Taliabusolfjäderstjärt (Rhipidura sulaensis)
- Burusolfjäderstjärt (Rhipidura superflua)
- Seramsolfjäderstjärt (Rhipidura dedemi)
- Tanimbarsolfjäderstjärt (Rhipidura opistherythra)
- Palausolfjäderstjärt (Rhipidura lepida)
- Manussolfjäderstjärt (Rhipidura semirubra)
- Vagabondsolfjäderstjärt (Rhipidura semicollaris)
- Arafurasolfjäderstjärt (Rhipidura dryas)
- Halmaherasolfjäderstjärt (Rhipidura torrida)
- Rostgumpad solfjäderstjärt (Rhipidura rufifrons)
- Louisiadsolfjäderstjärt (Rhipidura louisiadensis)
- Temotusolfjäderstjärt (Rhipidura melanolaema)
- Mikronesisk solfjäderstjärt (Rhipidura versicolor)
- Salomonsolfjäderstjärt (Rhipidura rufofronta)
- Pohnpeisolfjäderstjärt (Rhipidura kubaryi)
- Vitörad solfjäderstjärt (Rhipidura albolimbata)
- Kastanjebukig solfjäderstjärt (Rhipidura hyperythra)
- Bougainvillesolfjäderstjärt (Rhipidura drownei)
- Guadalcanalsolfjäderstjärt (Rhipidura ocularis)
- Vanuatusolfjäderstjärt (Rhipidura spilodera)
- Fijisolfjäderstjärt (Rhipidura layardi)
- Nyakaledoniensolfjäderstjärt (Rhipidura verreauxi)
- Makirasolfjäderstjärt (Rhipidura tenebrosa)
- Rennellsolfjäderstjärt (Rhipidura rennelliana)
- Kandavusolfjäderstjärt (Rhipidura personata)
- Samoasolfjäderstjärt (Rhipidura nebulosa)
- Australisk solfjäderstjärt (Rhipidura albiscapa)
- Mangrovesolfjäderstjärt (Rhipidura phasiana)
- Maorisolfjäderstjärt (Rhipidura fuliginosa)